# Маестро ди Бадия а Изола
Маèстро ди Бадѝя а Ѝзола (на италиански: maestro di Badia a Isola, букв. майсторът от Бадия а Изола; † ок. 1290 – 1320) е анонимен италиански художник, представител на Сиенската школа, работил в края на 13 – началото на 14 век

## Творчество
Условното име (Майсторът от Бадия а Изола) е дадено на анонимен италиански художник, на чието авторство се приписва картината „Маестà“, пазена по-рано в църквата „Сан Салваторе“ в Абадия а Изола (подселище на Монтериджони). Първоначално това произведение се приписва на ръката на младия Дучо ди Буонинсеня, но по-продължителни стилистически сравнения довеждат до извода, че е създадено от неизвестен сиенски художник. Съвършено определено следва да се счита, че този художник доста много се е учил от Дучо. В своето творчество Маестро ди Бадия а Изола смесва повече архаични елементи, заимствани от Гуидо да Сиена с новите изобретения на Дучо. На него се приписва така също и „Мадоната с Младенеца“ (№ 593, Сиена, Национална пинакотека) – полиптих, чиито отделни части се намират в различни музеи, и още няколко произведения, чието авторство предизвиква спорове. Произведенията на Маестро ди Бадия а Изола са интересни с това, че в тях се преплитат всички характерни черти на сиенската живопис от 1290-те години.